# 2010年澳門勞動節遊行
2010年澳門勞動節遊行，發生在2010年5月1日下午，共有六個組織發起，就澳門回歸後的社會問題表達意見，遊行人士亦包括青年、勞工及個別澳門立法會議員。是次遊行亦有出現警民對立與衝突場面，甚至有記者受重傷。
遊行過後各界均有檢討，主要討論焦點在於警民雙方的對錯。雖未取得共識，但兩方主要均認為不應訴諸暴力，應以和平理性方式表達訴求。也有指這次遊行是一場「三輸局面」（即示威者、警察、澳門本身均不能得益），並認為遊行已變質和被暴戾充斥；但這一切也要歸咎於澳門政府施政失當而造成一眾的社會問題，導致澳門市民怨氣加深。

## 遊行過程

### 子女團聚家長代表籌委會
子女團聚家長代表籌委會在11時開始遊行，由鴨涌河公園出發，沿途經過白朗古將軍大馬路、美副將大馬路、二龍喉、水坑尾到政府總部，並在政府總部遞信和在其對面集會，期間與警方發生衝突，但最後和平散去。

### 澳門青年
名為「五一青年」的澳門80後於下午1時於永寧廣場集合，並於下午2時出發，途經祐漢公園、馬場海邊馬路、三角花園、提督馬路、美副將大馬路、二龍喉、水坑尾，及後到達澳門政府總部遞信後和平散去。

## 勞工團體
澳門十多個勞工團體分別在祐漢公園和三角花園集合並於下午2時半左右待澳門青年遊行團經過時起步，及至提督馬路與美副將大馬路交界時，警方要求遊行隊伍取道美副將大馬路，但勞工團體不理勸喻移開警方在交界的鐵馬並向沙梨頭進發。其後隊伍遊行至沙梨頭海邊街與林茂巷交界處時遇到手持防暴警察設置的防線，示威者即上前投扔國旗等雜物, 把鐵馬翻倒，強行進攻。防暴警察除即向示威者發射胡椒噴霧，成功阻止遊行人士前進；警方約於下午3時15分發動水炮車，多次向遊行人士發射水炮，而遊行人士則向防暴警員擲石, 磚頭, 竹枝以及水樽。遊行人士更在混亂間搶去警方盾牌。期間多名記者被波及，其中葡新社的一名女記者被水炮擊倒後撞傷頭部，導致顴骨骨折及腦震盪。官方統計是次衝突有41人受傷，其中11人需送院治理，當中3人需留院觀察，情況均一般。另外，警方在此時開始把部分在場封鎖線裏的記者撤後至防暴警察後面約100米以外的地方。
在衝突期間，一名扒手在近家冷巷處進行偷竊，被遊行人士發現後被圍堵及毆打，一對澳洲籍遊客夫婦勸阻時亦被拳打。
下午四時，警方向遊行人士表示已依法被中止而呼籲他們和平離開，而遊行人士懸掛了一面倒轉的中華人民共和國國旗以示不滿；警方還不時向企圖接近及攻擊防線的示威者發射水砲。警方更一度準備施催淚彈驅散示威者。戰情嚴峻。
及至傍晚，警方把遊行定性為「非法集會」；同時，澳門立法會議員陳明金、吳國昌先後到達現場和遊行人士對話，但示威者堅持要留守至警方清場。
及至晚上，仍然有大概100名遊行人士留守現場，約10時進食便當晚餐。深夜時，現場仍有10多名遊行人士留守；5月2日凌晨二時，示威者順從警方的勸喻退到提督馬路兩旁的行人路，並用鐵馬阻隔；及後警方重開一帶交通路段，遊行人士亦陸續離去。

## 事件表態

### 澳門政府
澳門代理行政長官陳麗敏表示身在上海的澳門行政長官崔世安了解事件及得悉有關訴求；而她也表示澳門特區政府高度關注遊行時所造成的多人受傷事件及尊重居民應有的集會、遊行及示威權利，而對於遊行人士不按照警察當局指示的遊行路線而引起警民衝突感到遺憾；陳麗敏最後也向因遊行而影響的澳門居民、記者及警員受傷致以深切的慰問。

### 澳門警方
治安警察局聯同消防局、衛生局在當晚11時召開記者會交待事件，局長李小平辯稱警方已保持克制和用最低傷害度的器具作出驅散，並指部份示威者的舉動不理智和未有依除當局指定路線表示遺憾，稱遊行已偏離理性表達訴求。至於不讓示威者進入新馬路的原因，他表示當天是公眾假期遊客眾多，不宜影響澳門的城市形象。而對於妨礙記者採訪，李小平則表示當時有人投擲石塊，為記者安全起見才不讓其進入採訪。

### 傳媒

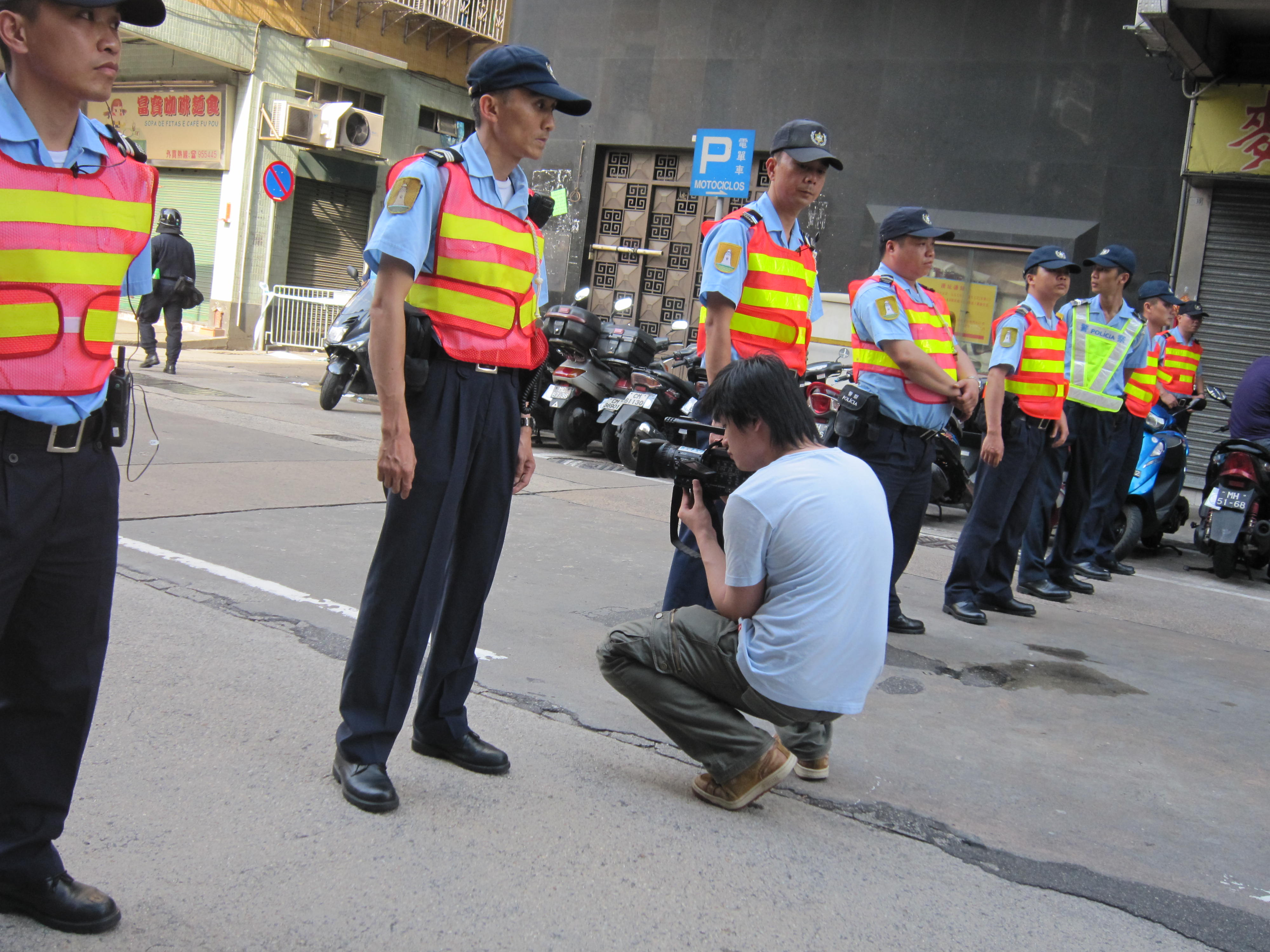
被阻止採訪期間，記者只可以在100多米以外的防線遠距離拍攝

在遊行期間，約20名傳媒欲返回沙梨頭海邊街時受到澳門警方圍堵並阻止其採訪近兩個小時，記者致電治安警察局高層不果；期間，記者和在場警員理論並指責治安警察局剝奪居民知情權；惟警方均以有人擲石及安全為由禁止記者前進。香港記者協會就香港記者在澳門採訪時受傷表示關注，並希望澳門政府能夠配合有關採訪。

### 勞工團體
5月1日晚上11時，民生協進會與澳門工人民生力量聯合會代表在沙梨頭海邊街交通燈前召開記者會。工人民生力量副理事長馮昭榮稱自己是以和平理性的方式遊行，認為是警方設置的路障是挑釁行為，導致隊伍不能到達目的地遞信而感到不幸，並稱此等鎮壓行動是違反基本法和人權。同時希望政府參考其意見以解決社會的不平，並表示不排除另再發起行動，而且辯稱進行過激行為的人士並非他們的會員，只是「中途加入的市民」；而導致過激行為的原因，他則稱是因為崔世安上台後未有措施解決社會問題的矛盾，而與高官對話時對方作出的承諾至遊行時仍未兌現，以致引起民怨。而民生協進會代表梁石則表示對澳門政府不抱希望。
馮昭榮還補充表示向民政總署就遊行的申請遲遲不獲回覆及不批准遊行路線，惟日期緊迫而無法提出上訴，只能按原有計劃進行；而堅持遊行選址途經新馬路是為了更多居民知悉他們的訴求。

### 社團、學者
對於是次遊行其中一個組織是一群在網上自發的八零後青年，而且在過程中表現平和，多名學者都對其予以肯定。澳門學聯理事長邱天認為政府應重視網絡上的民意，為青年人提供更多有效的表達意見渠道，並要積極回應理性訴求。澳門理工學院副教授蘇文欣則認為青年們能夠和平遊行提出訴求，顯示出社會對於青年存在着參與社會不足的誤解，對他們的關注並不足，並認為政府應該為學生提供議政的渠道。澳門公民力量理事長林玉鳳則認為青年們有壓抑表現，並認為政府對非社團式的溝通渠道是否足夠作出檢討。
至於工人團體最終與警方發生衝突，林玉鳳認為政府將澳門形象置諸在新馬路的做法毫無實在意義，與團體爭持和衝突是浪費社會資源和造成惡性循環，對澳門形象的損害度更深。蘇文欣則認為雙方都有責任，指責團體將國旗當作武器令人反感，另一方面也質疑警方不放行讓示威者途經新馬路的做法。

### 議員
參與遊行的人士當中包括有立法會議員，其中吳國昌和區錦新均認為警方不予遊行人士進入新馬路是一個政治錯誤的決定，警方驅散示威者的行動已損害澳門形象和政府管治威信，須負上全責。然而，立法議員何潤生則認為團體更改路線的做法是「擾民」和製造機會給不法之徒搞事，令公眾反感。示威者應該理性依法表達訴求,警務人員盡可能克制,以減少衝突的發生。

## 後續事件
一對澳洲籍夫婦在5月1日途經示威區時被多人襲擊，事後透過新聞報道片段中認出澳門工人民生力量聯合會理事長李少坤，並而向澳門警方報案；5月2日凌晨3時李少坤被8至9名司法警察局警員帶到司警局，後被落案控告傷人罪；翌日移交澳門檢察院偵訊。李少坤保釋後，有關團體召開記者會澄清李少坤並沒有打傷該對澳洲夫婦，反而是協助他們由家冷巷離場，並指責捕拘行動手法是一種政治打壓和卑劣行為。
部分參加遊行的青年在5月23日組成了澳門青年動力，期望能為青年討論時事提供「獨立」平台，推動公民社會發展。。

## 交通影響
由於遊行當日警方在沙梨頭海邊街近水上街市設置路障，阻止示威人士前進，沙梨頭海邊街來回線由下午2時起直至5月2日凌晨2時一直全面封閉交通。受其影響，大量巴士路線需要改道，其中包括：1、3、4、6、8A、16、18A、19、26、26A和33路線。
受影響往來媽閣及提督馬路的巴士路線均全部需要繞行至新馬路，水坑尾、塔石廣場、高士德大馬路等地，行車時間大大延長；而途經沙欄仔街的巴士線均改行營地大街；而往外港碼頭方向的3路線、往氹仔/路環方向的26A和33路線更取消不往新馬路。適逢當日是五一假期，遊客、居民眾多，令新馬路巴士站出現非常多候車乘客。

## 備註
1. ↑  勞工代表與行政長官辦公室人員遞信合照然而，部份遊行人士已離隊前往風順堂街將勞工團體的信件遞至行政長官辦公室。
2. ↑   註: